# Mimetismo en las plantas

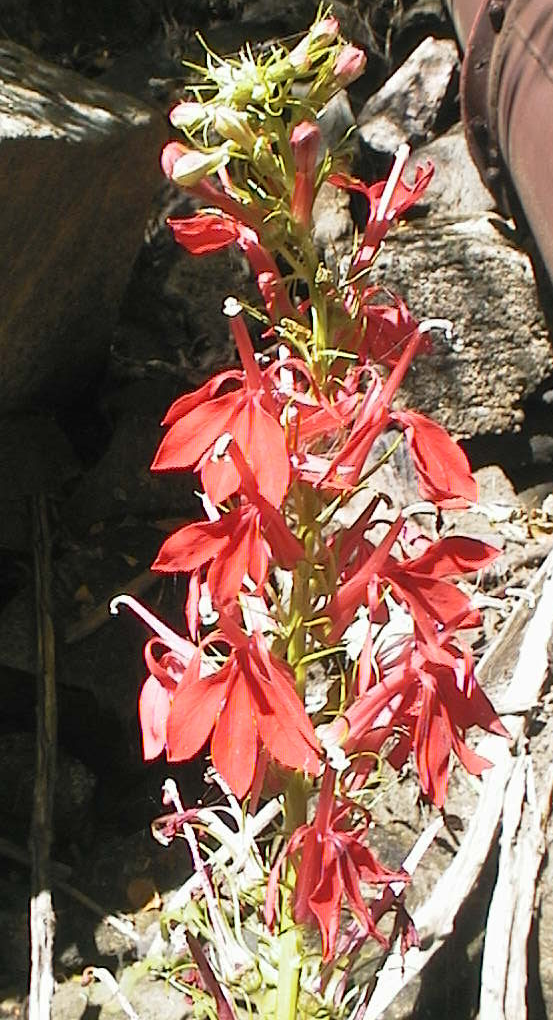
Lobelia cardinalis atrae a los colibríes aunque no produce néctar.

En biología evolutiva, el mimetismo en las plantas es el fenómeno por el cual 

una planta evoluciona para parecerse física o químicamente a otro organismo, lo que aumenta la aptitud darwiniana de la planta que se mimetiza. El mimetismo en las plantas se ha estudiado mucho menos que el mimetismo en animales, con menos casos documentados y estudios revisados por pares. Sin embargo, el mimetismo en las plantas puede proporcionar protección contra el consumo por parte de animales herbívoros, o puede alentar engañosamente a mutualistas, como los polinizadores, a proporcionar un servicio sin ofrecer una recompensa a cambio.
Los tipos de mimetismo en las plantas incluyen bakeriano, donde las flores femeninas imitan a las masculinas de la misma especie, dodsoniano, donde las flores atraen a los polinizadores imitando a otra especie de flor, vaviloviano, donde una maleza es seleccionada artificialmente por parecerse a una planta de cultivo, pouyanniano, en la cual la flor imita al insecto hembra de un insecto polinizador, batesiano, donde una especie inofensiva disuade a los depredadores imitando las características de una especie peligrosa, y el mimetismo de la hoja, donde una planta se asemeja a una planta cercana para evadir la atención de los herbívoros.